# Bahnhof Zell (Wiesental)
Der Bahnhof Zell (Wiesental) ist der einzige Bahnhof der südbadischen Stadt Zell im Wiesental sowie Endpunkt der von Basel Badischer Bahnhof nach Zell führenden Wiesentalbahn. Seit Sommer 2003 ist der Bahnhof Zell betrieblich nur noch ein Haltepunkt.

## Geschichte
Nachdem bereits 1862 die Strecke Basel–Schopfheim der Wiesentalbahn-Gesellschaft vom Badischen Bahnhof in Basel aus als Privatbahn eröffnet worden war, erfolgte am 5. Juni 1876 eine Fortsetzung dieser Strecke durch die Schopfheim-Zeller Eisenbahn-Gesellschaft bis nach Zell. Daran wiederum schloss sich rund 13 Jahre später, am 7. Juli 1889, die von dem Badischen Eisenbahn-Konsortium H. Bachstein erbaute, später der Süddeutschen Eisenbahn-Gesellschaft gehörende Schmalspurbahn Zell–Todtnau an, welche als „Obere Wiesentalbahn“ bezeichnet wurde und im Volksmund als Todtnauerli bekannt ist.
Am 25. September 1966 wurde der Personenverkehr und am 24. September 1967 der Güterverkehr auf der 19 km langen Schmalspurbahn Zell (Wiesental)–Todtnau eingestellt. Kurze Zeit später wurden die Gleisanlagen komplett abgebaut.
Seit 1913 war die Strecke Basel–Zell und damit auch der Bahnhof Zell elektrifiziert. Nach der Einführung von Wendezügen, deren Lokomotiven nicht mehr umsetzen mussten, 1979 wurde die Oberleitung im Bahnhof bis auf das Bahnsteiggleis zurückgebaut, der Güterverkehr wurde mit Diesellokomotiven abgewickelt.
Am 15. Juni 2003 wurde der Verkehr auf der Strecke Basel–Zell von der SBB GmbH, der deutschen Personenverkehrstochter der Schweizerischen Bundesbahnen (SBB), übernommen und in das Netz der heutigen trinationalen S-Bahn Basel integriert. Gleichzeitig wurde der Bahnhof Zell zu diesem Zeitpunkt vom Bahnhof zum Haltepunkt heruntergestuft. Es verkehren nur noch die S-Bahn-Linien S5 und S6.

## Infrastruktur
Das alte Empfangsgebäude des Zeller Bahnhofs wurde abgerissen und 2016 durch ein Neubau ersetzt, der für den Bahnbetrieb keine Rolle mehr spielt, sondern eine Bäckerei nebst Cafè beherbergt. Das letzte Gebäude des Güterbahnhofs wurde im ebenfalls 2016 abgerissen.
Der Bahnhof Zell (Wiesental) besitzt seit der Eingliederung der Wiesentalbahn in die trinationale S-Bahn Basel nur noch ein einzelnes Gleis mit einem Bahnsteig direkt am Empfangsgebäude. Das Gleis endet am Ende des Bahnsteiges an einem Prellbock.
Im Bereich der ehemaligen Lade- und Abstellgleisen wurden Parkplätze angelegt.
Direkt vor dem Bahnsteig und neben dem Empfangsgebäude befinden sich zwei Bushaltestellen, von wo aus Busse in die umliegenden Gemeinden verkehren, unter anderem entlang der ehemaligen Bahnstrecke nach Todtnau.

### Schmalspurbahn
Die Personenzüge der Schmalspurbahn fuhren auf der östlichen Seite des Bahnhofes ab, neben dem Bahnsteig war nur ein Umsetzgleis vorhanden. Etwa 600 m südlich befand sich der Güterbahnhof mit mehreren Gleisen. Über eine drei Gleise abdeckende Schiebebühne konnten Normalspurwagen auf Rollwagen verladen werden.

## Verkehr
Zell im Wiesental gehört dem Regio Verkehrsverbund Lörrach (RVL) an. In Richtung Basel werden Übergangstarife zum Tarifverbund Nordwestschweiz (TNW) anerkannt.
Die Stadt sowie die Wiesentalbahn sind Endpunkt der Linie S6 der S-Bahn Basel von Basel SBB. In der Regel wird auf der S6 ein 30-Minuten-Takt angeboten. An Sonn- und Feiertagen verkehrt die S6 nur im Stundentakt, jedoch wird die sonst in Steinen endende S5 ebenfalls im Stundentakt bis nach Zell durchgebunden. So besteht auf der Strecke Zell (Wiesental)–Lörrach-Stetten  sonn- und feiertags ein Halbstundentakt.
Darüber hinaus verkehren vom Bahnhof Zell (Wiesental) einige lokale und regionale Omnibusse.
| Linie | Verlauf | Takt                                                                |
| ----- | --- | ------------------------------------------------------------------- |
| S 5   | Weil am Rhein – Lörrach-Stetten – Lörrach Hbf – Steinen (– Schopfheim – Zell (Wiesental))                   | 60-Minuten-Takt (zwischen Steinen und Zell nur sonn- und feiertags) |
| S 6   | Basel SBB – Basel Bad Bf – Riehen – Lörrach-Stetten – Lörrach Hbf – Steinen – Schopfheim – Zell (Wiesental) | 30-Minuten-Takt (Sonn- und Feiertags 60-Minuten-Takt)               |